# Lámpara fluorescente de cátodo frío

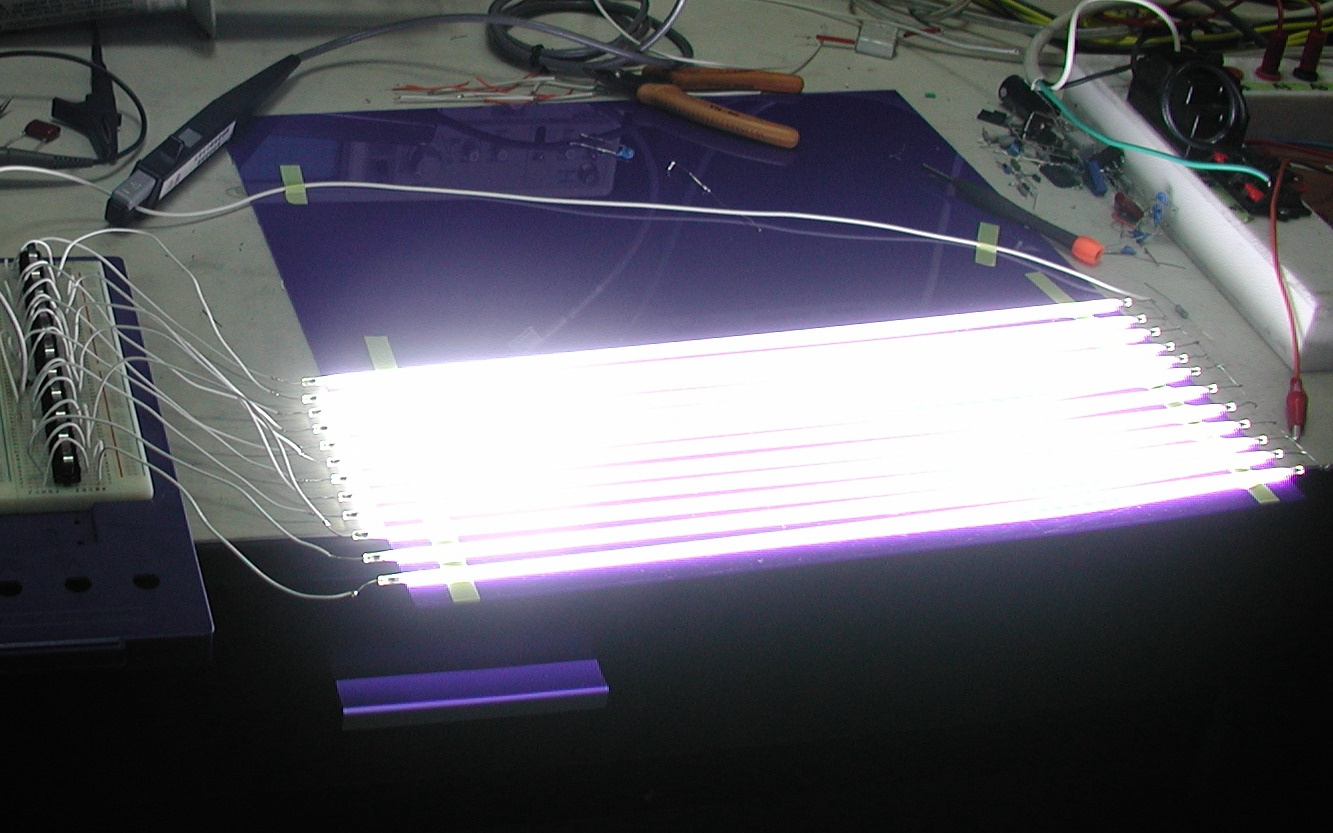
Lámpara fluorescente de cátodo frío

Una  Lámpara fluorescente de cátodo frío (abreviada CCFL, del inglés Cold Cathode Fluorescent Lamp), no utiliza el efecto termoiónico para permitir la emisión de electrones, es decir, al electrodo que utiliza como cátodo no hace falta calentarlo eléctricamente (con un filamento) para que emita electrones.
Este tipo de cátodo se utiliza en los tubos de gas y también se suele usar en algunos tipos de tubos de vacío.
Se utilizan en las lámparas de descarga de gas, tales como lámparas de neón, así como en las pantallas de cristal líquido, aunque actualmente han sido sustituidas por la tecnología LED.
Un cátodo frío no funciona necesariamente a bajas temperaturas, a menudo se calienta a la temperatura de funcionamiento por diversos métodos, tales como el mero paso de corriente desde el cátodo al gas.

## Tecnología
Algunos cátodos fríos utilizan una técnica de deposición de una capa de tierras raras en el cátodo emisor de electrones.
Otra técnica utilizada en tubos de gas es añadir una fuente de radiación beta para iniciar la ionización del gas en el tubo.
Para los tubos de vacío a emisión por efecto de campo, la técnica utiliza nanotubos que, sometidos a un campo eléctrico, tienen la capacidad de emitir electrones.

## Ejemplos

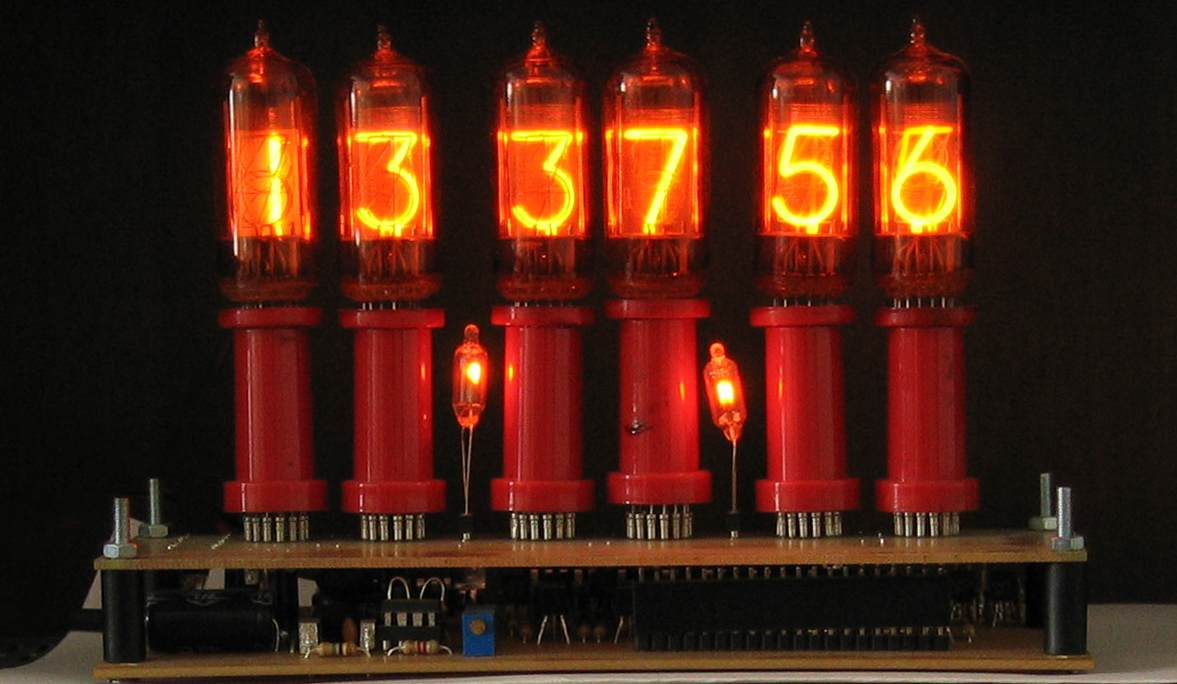
Reloj a Tubos Nixie

El mejor ejemplo es el del tubo de neón (para alumbrado y señalización). Otro ejemplo es el tubo Nixie. Hay otros tubos que utilizan este método como el tiratrón, krytrón, sprytron, ignitrón y el tubo de vacío a emisión por efecto de campo.

## Interés
La principal ventaja de los tubos de cátodo frío es reducir el consumo en comparación con los tubos convencionales, obteniendo de esta manera un rendimiento más alto. La vida útil se incrementa significativamente en comparación con un tubo fluorescente, que permite su uso en dispositivos de iluminación de emergencia permanente con el fin de proporcionar comodidad visual, mientras que tiene un bajo mantenimiento (tiempo de vida 40.000 horas mínimo).